# Godoy (humorista)
Wellington Ángel Romero Godoy, más conocido simplemente como Godoy, es un humorista uruguayo nacido en 1941 y afincado en España desde 1964.
Estudió en la Escuela de Arte Dramático de su país natal, fundada por Margarita Xirgu. En 1968 partió para España, trabajando en los teatros de Madrid y en televisión. En 1974 conoció a Quique Camoiras, descubriendo el humor que le gustaba y que practica. Fijó su residencia en Barcelona y comenzó a trabajar en solitario. Actúa en castellano.
En un contexto en que los monologuistas copan la televisión, Godoy destaca por encima de ellos al huir de los tópicos. Practica un humor fino, inteligente y nada convencional. Parte de su mérito está en el dominio del lenguaje, que juega con las palabras, equívocos y absurdos. Hace referencias cultas (su último espectáculo tiene un título que alude a Beckett) sin caer en la pedantería. Su cinismo puede con todo, aunque él apunta especialmente a las relaciones de pareja. No se conforma con hacer reír, también hace pensar.
Es amigo íntimo de Andreu Buenafuente, quien prologó su libro de monólogos Un tranvía llamado Godoy.
Ha llevado, como actor y director, los espectáculos teatrales Humor in situ (1989) Con el culo al aire (1992), Humor y tango (1995), Desde España con humor (1996) y El humor es cosa de uno (1998). Sus últimos espectáculos, El Diván de Godoy y Esperando a... Godoy.
El 10 de diciembre del 2009 estrenó en el Club Capitol de Barcelona, su espectáculo Verás que todo es mentira, dirigido por Andreu Buenafuente y con corrección de textos por parte de Berto Romero.
- Datos: Q5882180